# 925

## Nașteri
- Judith, ducesă de Bavaria, ducesă de Bavaria (d.c. 985)

- Widukind de Corvey, cronicar saxon (d.c. 973)

## Decese
- Alberic I de Spoleto, duce longobard de Spoleto (n. ?)

- Abu Bakr Muhammad ibn Zakariya al-Razi, alchimist, medic, filozof, savant persan (n. 865)